# Da un castello all'altro
Da un castello all'altro è un romanzo di Louis-Ferdinand Céline, il primo della cosiddetta Trilogia del Nord (seguiranno Nord e Rigodon). Traccia un parallelo tra la vita dell'autore e il suo lavoro come scrittore e come medico, povero e insultato dai clienti durante il periodo in cui si è rifugiato a Sigmaringen con il governo di Vichy, collaborazionista del nazismo in fuga dall'avanzata del generale Leclerc. 

## Trama
Come sempre da Morte a credito in poi, anche questo romanzo si apre con descrizioni di Céline amareggiato che si lamenta per la propria condizione, sentendosi tradito di vari editori ed esprimendo odio per l'intellighenzia del tempo (il "tartre" Jean-Paul Sartre, il "larengon" Louis Aragon o André Malraux, André Maurois e Paul Morand). Passa quindi a raccontare la sua vita di medico evitato dai suoi stessi clienti, tranne alcuni, come Mme Niçois, il cui appartamento si affaccia su un canale lungo il quale incontra il vecchio amico Robert Le Vigan ("il vigue" nel romanzo), che affitta una chiatta come casa galleggiante. L'incontro tra i due vecchi amici si traduce in uno scambio verbale, crudo e aggressivo che, combinato con il freddo dell'inverno, rende il dottor Céline malaticcio.
Costretto a letto, Céline inizia a scrivere la propria vita a Sigmaringen ("Siegmaringen" nel romanzo), sempre in movimento da un castello all'altro (da qui il titolo del romanzo): da quello simbolico della sua casa in periferia di Parigi al castello di Sigmaringen, sede del governo di Vichy in esilio. Questa seconda parte del romanzo lascia spazio ai sogni, alla fantasia e alla descrizione grottesca e amara della vita dei rifugiati politici francesi. Residente al "Löwen", alimentato da "Stammgericht" ("piatto standard", nauseante, a base di cavolo rosso e rape, prodigiosamente lassativo), assegnato a Sigmaringen come medico, Céline descrive le vicende della Francia collaborazionista. Tutto è ridicolo, a cominciare dalla passeggiata quotidiana del maresciallo Pétain, dalla bagnata rigidità dei tedeschi fermi per protocollo sotto la pioggia, fino ai sogni selvaggi di idealisti e artisti che sperano ancora la vittoria della Germania, alle orge tra militari, alle belle ragazze profughe, alla miseria umana per causa della mancanza dei servizi sanitari, alla restrizione dei farmaci, alle istituzioni ridotte a palcoscenici teatrali o alle imprese votate allo scacco, che non riescono a mantenere una parvenza di dignità. Qui si affacciano diverse figure storiche (Philippe Pétain, Pierre Laval, Otto Abetz, Fernand de Brinon, Alphonse de Chateaubriant, Jean Bichelonne ecc.), con una linea narrativa non specifica che fa un mosaico di scenette e descrizioni demenziali, confortate da uno stile scoppiettante che rafforza la l'idea della sconfitta umana. La storia si conclude con il ristabilimento dalla malattia di Céline e le notizie sulla salute della signora Niçois, come se tutto il libro fosse una qualche digressione, una parentesi nella storia.

## Edizioni
- Louis-Ferdinand Céline, Il castello dei rifugiati, traduzione di Renato Della Torre, Firenze, Vallecchi, 1973.
- Louis-Ferdinand Céline, Trilogia del Nord, traduzione di Giuseppe Guglielmi, Biblioteca della Pléiade n. 9, Torino, Einaudi, 1984, ISBN 88-446-0015-3.
- Louis-Ferdinand Céline, Da un castello all'altro, traduzione di Giuseppe Guglielmi, Supercoralli, Torino, Einaudi, 1991, ISBN 88-06-12311-4.
- Louis-Ferdinand Céline, Da un castello all'altro, traduzione di Giuseppe Guglielmi, ET n. 1498, Torino, Einaudi, 2008, ISBN 978-88-06-19150-4.
- Louis-Ferdinand Céline, Trilogia del Nord, traduzione di Giuseppe Guglielmi, ET Biblioteca n. 52, Torino, Einaudi, 2010, ISBN 978-88-06-20295-8.